# Оман на Летњим олимпијским играма 2012.
Оман је на Олимпијским играма у Лондону 2012. учествовао осми пут као самостална земља.
Оманску делегацију су на Олимпијским играма 2012. у Лондону сачињавала 4 учесника 2 мушкарца и 2 жене, који су се такмичили у два спорта. Најстарији учесник у екипи био је такмичар у стрељаштву Ахмед ел Хатми са 27 година и 249. дана, а најмлађа атлетичарка Шинона ел Хабси са 19 година и 32 дана. Ово је био најмлађи састав представника Омана на 9 досадашњих учешћа.
Омански олимпијски тим је остао у групи екипа које нису освојиле ниједну медаљу.
Заставу Омана на свечаном отварању Олимпијских игара 2012. носио је најстарији такмичар у овој делегацији стрелац Ахмед ел Хатми.

## Учесници по спортовима
| Спорт      | Мушкарци | Жене | Укупно |
| ---------- | -------- | ---- | ------ |
| Атлетика   | 2        | 1    | 3      |
| Стрељаштво | 1        | 0    | 1      |
| Укупно (2) | 3        | 1    | 4      |

## Атлетика

### Мушкарци
| Атлетичар Лични рекорд         | Дисциплина | Предтакмичење  | Предтакмичење  | Група          | Група          | Полуфинале       | Полуфинале       | Финале           | Финале         | Детаљи |
| Атлетичар Лични рекорд         | Дисциплина | Резултат       | Место          | Резултат       | Место          | Резултат         | Место            | Резултат         | Место          | Детаљи |
| ------------------------------ | ---------- | -------------- | -------------- | -------------- | -------------- | ---------------- | ---------------- | ---------------- | -------------- | ------ |
| Бакарат ел Харти 10,17         | 100 м      |                |                | 10,41          | 7 у гр. 2      | Није се пласирао | Није се пласирао | Није се пласирао | 42 / 75        | ,      |
| Ахмед Мохамед ел Мерјаби 45,84 | 400 м      | Није стартовао | Није стартовао | Није стартовао | Није стартовао | Није стартовао   | Није стартовао   | Није стартовао   | Није стартовао |        |

### Жене
| Атлетичарка Лични рекорд | Дисциплина | Предтакмичење | Предтакмичење | Група             | Група             | Полуфинале        | Полуфинале        | Финале            | Финале | Детаљи |
| Атлетичарка Лични рекорд | Дисциплина | Резултат      | Место         | Резултат          | Место             | Резултат          | Место             | Резултат          | Место  | Детаљи |
| ------------------------ | ---------- | ------------- | ------------- | ----------------- | ----------------- | ----------------- | ----------------- | ----------------- | ------ | ------ |
| Шинона ел Хабси 12,37    | 100 м      | 12,45         | 4 гр 2        | Није се пласирала | Није се пласирала | Није се пласирала | Није се пласирала | Није се пласирала | 61/ 81 | ,      |

## Стрељаштво

### Мушкарци
| Стрелац        | Дисциплина     | Квалификације  | Квалификације | Финале           | Финале           | Пласман | Детаљи |
| Стрелац        | Дисциплина     | Резултат       | Пласман       | Резултат         | Укупно           | Пласман | Детаљи |
| -------------- | -------------- | -------------- | ------------- | ---------------- | ---------------- | ------- | ------ |
| Ахмед ел Хатми | двоструки трап | 129 (37+46+46) | 19            | Није се пласирао | Није се пласирао | 19 / 24 |        |